# Pteropus niger
Pteropus niger е вид бозайник от семейство Плодоядни прилепи (Pteropodidae). Видът е световно застрашен, със статут Уязвим.

## Разпространение
Разпространен е в Мавриций.
Регионално е изчезнал в Реюнион.